# جامع الساطون
جامع الساطون هو مسجد تاريخي يقع في البلدة القديمة لمدينة نابلس في حارة الياسمينة. أول مسجد أُسس في المدينة بعد فتحها. بُني في القرن الأول الهجري / السابع الميلادي، ويعود تأسيسه إلى عهد الخليفة عمر بن الخطاب، وأعيد بناؤه سنة 688ه / 1285م، على يد جمال الدين الطاهر. جرى ترميمه وتجديده عدة مرات في العهد العثماني وكذلك حديثاً. يتبع المسجد لدائرة أوقاف نابلس التابعة لوزارة الأوقاف الفلسطينية.

## التسمية
سُمي المسجد نسبة إلى عامود الساطون، وهو عامود إسطواني ضخم قائم الشكل مصنوع من الحجر، يوجد في وسط الإيوان الشرقي الشمالي للمسجد، يُستخدم الأن كدعامة حاملة لسقف الإيوان.

## العمارة
تبلغ مساحة المسجد 417 متر، يحتوي المسجد على مدخليين غربيين، وبيت للصلاة، وساحة شمالية مكشوفة، وإيوانيين شماليين، ومئذنة. ويتكون من ثلاثة أقسام رئيسية، المصلى الشمالي ويسمى المسجد العُمري، والمصلى الجنوبي يسمى المسجد القبلي، والفناء المركزي المفتوح. تُطل واجهة المسجد الغربية على طريق مسقوف بأقواس عالية متقاطعة، يتميز بوجود بوابة رئيسة ذات مدخليين مقوسيين متداخليين، ويوجد بوابة أصغر تؤدي إلى الجهة الجنوبية حيث توجد ساحة الوضوء التي يعلوها قوس نصف دائري. في الطرف الشمالي من المسجد يوجد أنبوب يطلق عليه سبيل الران، يَصب في حوض عبارة عن تابوت حجري روماني. في الاتجاهيين الشرقي والغربي توجد قاعة للصلاة مستطيلة الشكل، عرضها أربعة أمتار وارتفاعها ثمانية أمتار، يعلوها أقواس متقاطعة. يحتوي جدار القبلة على منبر حجري أمامه قوس مزخرف، ويوجد ثلاثة محاريب داخل محراب القبلة المركزي والذي يضم عموديين من الرخام يعلوها تيجان حجرية مصنوعة محلياً. يوجد مشكان جانبيان يمثلان المذاهب الفقهية الثلاثة التي يتبعها أهل المدينة.   
تبلغ مساحة المسجد العُمري 10 أمتار مربعة، والذي يشكل الجزء الثاني من المسجد. يحتوي على عمود حجري ضخم في الوسط، والذي تم إعادة استخدامه من أعمدة رومانية، وتمثلت أهمية هذا العمود في دعم الأقواس المتقاطعة والجدران المحيطة. توجد سلسلة من الأقواس الواسعة تربط المسجد القبلي بالعمري، وتوجد مئذنة المسجد في الزاوية الجنوبية الغربية وتحتوي على ثلاثة نقوش في الواجهة الغربية الجنوبية. تُزين المسجد نقوش تعود للعهد المملوكي كالنقوش الموجودة في أعلى الواجهة الجنوبية من الساحة الشمالية المكشوفة، والنقوش التي تعلو مدخل المئذنة الجنوبي، والنقوش التي تعلو عقد الإيوان الشمالي الغربي. 

## الترميم
لم يبقَ المسجد على طرازه العُمري، حيث تمت إعادة إعماره وبناءه في العهد العثماني من قبل السلاطين العثمانيين بطراز عثماني. وخضع لعدد من عمليات الترميم، بعد تهدم أجزاء بفعل الزلازل التي أصابت المنطقة، وكذلك بسبب الرطوبة. ومن أكبر عمليات الترميم للمسجد كانت عام 1870، ومن آثارها النقوش المحفورة أعلى مدخل المنبر. شِهد المسجد بعد احتلال مدينة نابلس عدة ترميمات أفقدته الطابع المعماري الإسلامي من خلال تغليف جدرانه الداخلية بالبلاط الصيني، الأمر الذي دفع أهالي نابلس لإعادة إعماره، من خلال تشكيل لجنة خيرية، بموافقة وزارتي الآثار والأوقاف، وتم ترميم الجدران الخارجية وإزالة البلاط والطلاء عن النقوش لإعادة المسجد لطابعه الأصلي.